# Едуар Филип
Едуар Шарл Филип (фр. Édouard Charles Philippe; Руан, 28. новембар 1970) француски је политичар и бивши премијер Француске од 15. маја 2017. до 3. јула 2020. Био је члан Републиканске партије до 2018. године.

## Биографија
Филип, који је дошао на место премијера као градоначелник Авра из редова странке десног центра Републиканци, попут Макрона потиче из француске провинције и завршио је елитне школе. Дипломац је Националне школе администрације (ЕНА).
Након студија, запослио се у државној служби, а потом ушао у политику, са кратком епизодом у приватном сектору. Наиме, Филип је радио у адвокатској канцеларији и потом био лобиста који је заступао интересе државне групације за производњу нуклеарне енергије „Арева”.

## Политичка каријера
Филип, међу људе који су утицали на његову каријеру, убраја добро повезаног политичког саветника и писца Жака Аталија и покојног премијера из редова социјалиста Мишела Рокара. Постао је тек други премијер који није дошао из редова владајуће странке.
Филип је као млад пребегао из Социјалистичке партије код Републиканаца и успињао се ка врху кроз унутрашње структуре ове конзервативне странке.
Филип, сада блиски савезник бившег премијера из редова десног центра Алена Жипеа, градоначелник је Авра од 2010, а две године касније први пут је изабран за посланика француског парламента. Говори немачки и отац је троје деце, а у слободно време пише криминалистичке романе и аматерски се бави боксом.
У француској политици Филипа сматрају арогантном особом, која уме да буде „груба” према колегама.

## Занимљивости
Филип у друштву пријатеља воли да имитира бивше француске председнике Валерија Жискар д'Естена, Жака Ширака и Николу Саркозија, а посебно је заинтересован за живот некадашњег британског премијера Винстона Черчила.